# Dunaliella
Dunaliella je rod jednostaničnih zelenih algi iz porodice Dunaliellaceae. Priznato je 27 vrsta

## Opis
Dunaliella je pokretna, jednostanična alga. Najčešće je okruglog do jajolikog oblika, a veličina joj je između 9 i 11 mikrometara. Ima dva biča, koji joj omogućuju kretanje, te jedan veliki kloroplast. Stanična stijenka nije sastavljena od polisaharida, već je to sluzavi glikoproteinski omotač zvan glikokaliks. Odlikuje ju velika otpornost na slanost vode.

## Vrste
1. Dunaliella acidophila (Kalina) Massjuk
2. Dunaliella asymmetrica Massjuk
3. Dunaliella baas-beckingii Massjuk
4. Dunaliella bioculata Butcher
5. Dunaliella carpatica Massjuk
6. Dunaliella gracilis Massjuk
7. Dunaliella granulata Massjuk
8. Dunaliella jacobae Massjuk
9. Dunaliella lateralis Pascher & Jahoda
10. Dunaliella maritima Massjuk
11. Dunaliella media W.Lerche
12. Dunaliella minuta W.Lerche
13. Dunaliella minutissima Massjuk
14. Dunaliella obliqua (Pascher) Massjuk
15. Dunaliella parva W.Lerche
16. Dunaliella paupera Pascher
17. Dunaliella peircei Nicolai & Baas-Becking
18. Dunaliella polymorpha Butcher
19. Dunaliella primolecta Butcher
20. Dunaliella pseudosalina Massjuk & Radchenko
21. Dunaliella quartolecta Butcher
22. Dunaliella ruineniana Massjuk
23. Dunaliella salina (Dunal) Teodoresco
24. Dunaliella terricola Massjuk
25. Dunaliella tertiolecta Butcher
26. Dunaliella turcomanica Massjuk
27. Dunaliella viridis Teodoresco

## Vanjske poveznice
- Youtube - Dunaliella salina